# Březnová ústava

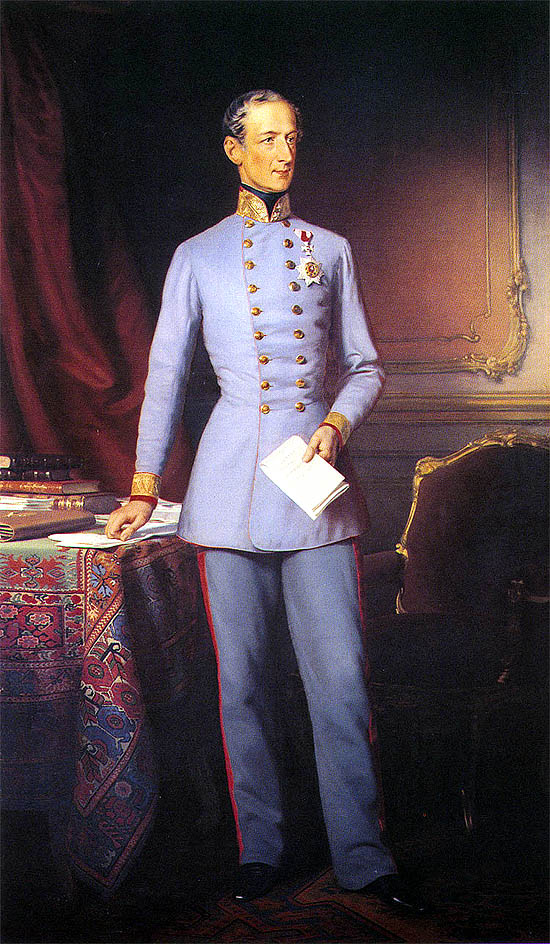
Felix Schwarzenberg, jeden z tvůrců ústavy

Březnová či Stadionova ústava je oktrojovaná ústava vydaná císařem Františkem Josefem I. v Olomouci roku 1849 po revoluci v Rakouském císařství, která se odehrála v předchozím roce. Ústava však nikdy nenabyla účinnosti a formálně byla 31. prosince 1851 zrušena Silvestrovskými patenty. Některé její principy (zejména rovnost před zákonem, zrušení poddanství, zásady občanského práva či obecní samospráva) však zůstaly v platnosti i po jejím zrušení.

## Historické pozadí a význam ústavy

### Historické pozadí
V důsledku událostí revoluce v roce 1848 se nově vytvořený Říšský sněm v Kroměříži pokusil vydat novou ústavu, která měla jako podstatnou součást obsahovat zrovnoprávnění všech národů v Rakouském císařství. Kroměřížská ústava však zůstala pouhým konceptem, neboť 7. března 1849 byl kroměřížský Říšský sněm násilně rozpuštěn.
4. března 1849 vydal císař oktrojovanou („vnucenou“) ústavu, která byla vypracována ministerským předsedou Felixem Schwarzenbergem a ministrem vnitra Franzem Seraphem von Stadion, podle kterého byla ústava pojmenována.
Březnová ústava bývá považována za pouhý klamavý a usmiřovací manévr, neboť nenabyla nikdy účinnosti. Formálně byla 31. prosince 1851 zrušena Silvestrovskými patenty, a rakouský císař se tak znovu stal absolutistickým vladařem. Následujících deset let byla érou neoabsolutismu.

### Význam ústavy
Ačkoli ústava nikdy účinnosti nenabyla, některé zásady v ní obsažené přetrvaly i po jejím zrušení. Silvestrovské patenty totiž potvrdily rovnost před zákonem, zrušení poddanství a občanská práva.

## Obsah ústavy

### Říše
Ústava nejprve vymezovala území Rakouského císařství (§ 1) jakožto suverénního státu (§ 2), jehož hlavním městem byla určena Vídeň (§ 3). Ústava zajišťovala jednotlivým korunním zemím určitou míru suverenity (§ 4) a rovná práva všem národům v říši (§ 5). Hranice říše i jednotlivých zemí mohly být podle ústavy změněny pouze zákonem (§ 6) a celá země měla tvořit jediné celní a tržní území (§ 7). Státní a zemské znaky i barvy měly zůstat zachovány (§ 8).

### Císař
Druhá část ústavy se týkala císaře. Koruna říše i každé země měla být dědičná v habsbursko-lotrinské dynastii (§ 9), přičemž zůstávala v platnosti dřívější pravidla ohledně plnoletosti nástupce (§ 10). Ústava dále k císařovým dosavadním titulům přidávala titul velkovojvody Krakovského a vojvody v Bukovině (§ 11). Panovník měl být korunován jako císař Rakouský (§ 12) a při korunovaci měl přísahat na ústavu (§ 13).
Císař měl být „posvátný, neporučený a neodpovědný“ (§ 14), vrchním velitelem ozbrojených sil (§ 15), měl mít pravomoc vyhlašovat válku a uzavírat mír (§ 16) a měl rozhodovat v záležitostech diplomacie (§ 17). Ústava dále císaři přiřkla právo vyhlašovat zákony, přičemž měly být kontrasignovány odpovědným ministrem (§ 18), a také právo jmenovat a propouštět ministry a další úředníky, propůjčovat šlechtictví, řády a vyznamenání (§ 19).
Ve jménu císaře mělo být v říši vykonáváno právo (§ 20), panovník měl právo udělovat amnestii (§ 21) a jménem císařovým měly být také vydávány mince (§ 22).

### Občanské právo
Třetí část ústavy stanovovala jednotné občanské právo v celé říši (§ 23) a rovnost občanů z různých korunních zemí ve věci občanského práva (§ 24). Ústava stanovovala svobodu stěhování v rámci státu a svobodu vystěhování z říše (§ 25), dále rušila jakékoli formy poddanství (§ 26), vyhlašovala rovnost občanů před zákonem (§ 27) a rovné možnosti v přístupu k veřejným úřadům a státním službám (§ 28).
Dále ústava určovala pravidla soukromého vlastnictví (§ 29), každému občanu bylo povoleno nabývat nemovitých statků, vykonávat všechna legální povolání (§ 30) a svobodně svůj majetek v rámci říše stěhovat (§ 31).
Konečně ústava uvádí možnost vyplacení se z poddanských povinností (§ 32).

### Obecní samospráva
Jako náhradu za patrimoniální správu ústava zakotvila územní samosprávu. Obce získaly právo volit své zástupce a samostatně spravovat své záležitosti a povinnost uveřejňovat výsledky svého hospodaření a pořádat veřejná jednání obecního zastupitelstva (§ 33). Zřízení okresních a krajských „obcí“ mělo být ošetřeno zvláštním zákonem (§ 34).

### Zemské záležitosti
Ústava přiřkla korunním zemím pravomoci v oblasti vzdělání, veřejných staveb, dobročinných ústavů a v oblasti zemských financí. V mezích říšských zákonů patřily mezi zemské záležitosti také věci obecní, církevní, školní a vojenské (§ 35).

### Říšské záležitosti
Jako říšské záležitosti byly stanoveny záležitosti týkající se císařského domu a korunních záležitostí, mezinárodních záležitostí, poměru státu k církvi, vysokého školství, vojenství, říšského hospodářství (zvl. státní či komorní statky, monopoly, daně a platy), živnostenských a tržních záležitostí, dopravní infrastruktury, vnitřní bezpečnosti říše a všechny záležitosti, které nespadaly do kompetence zemí (§ 37).

### Legislativa
Ústava ve své sedmé části přiřkla moc zákonodárnou ve věcech říšských císaři ve spojení s říšským sněmem a ve věcech zemských císaři ve spojení se sněmy zemskými (§ 37).

#### Říšský sněm
Osmá část stanovovala, že říšský sněm má být složen ze dvou komor (horní a dolní) a že má být císařem svoláván každého jara (§ 38). Sněm se měl scházet ve Vídni, mohl být však svolán i na jiné místo (§ 39).
Horní komora se měla skládat z poslanců, zvolených zemskými sněmy jednotlivých korunních zemí (§ 40), přičemž rozdělení počtu poslanců mezi jednotlivé země měl být stanoven volebním zákonem (§ 41). Dále ústava stanovuje podmínky, kdo může být do horní sněmovny zvolen (§ 42). Dolní komora měla být volena přímou volbou lidu (§ 43), přičemž volební právo měly osoby, které zaplatily ročně minimálně 5–20 zlatých stříbra (§ 44), voleni mohli být do dolní komory ti, kteří mj. dosáhli 30. roku věku a požívali aktivního volebního práva (§ 45). Volby do obou komor mělo být ústní a veřejné (§ 46).
Ústava následně upravovala slučitelnost státního úřadu s poslaneckým křeslem (§ 47 a 48) a stanovovala délku mandátu u horní komory na deset let a u dolní komory na pět let, přičemž poslanci mohli být po vypršení mandátu voleni znovu (§ 49). Zatímco poslancům horní komory nebyly vypláceny žádné náhrady, poslancům komory dolní ano (§ 50). Nikdo nemohl být zároveň poslancem horní i dolní komory (§ 51), poslanci museli při nastoupení mandátu složit přísahu císaři a na říšskou ústavu (§ 52) a hlasovat měli sami za sebe (§ 53).
Každá komora měla právo přezkoumávat volební mandáty poslanců (§ 54) a měla si zvolit svého předsedu a místopředsedu (§ 55). Usnesení mohlo být v jednotlivých komorách učiněno, pokud byla na zasedání většina poslanců (§ 56). Ústava až na výjimky zakazovala tajné hlasování v komorách (§ 57), usnesení měla být přijímána absolutní většinou hlasů (§ 58) a zasedání sněmu měla být zpravidla veřejná (§ 59).
Jedině poslanci mohli posílat sněmu písemné prosby (§ 60) a deputace na říšském sněmu nesměly být přijímány (§ 61). Ústava dále přiznávala poslancům imunitu (§ 62), které mohl být zbaven jen s vůlí příslušné komory (§ 63).
Každá komora si měla stanovit jednací řád (§ 64) a legislativní iniciativu měl kromě obou komor také císař (§ 65). Aby zákon vzešel v platnost, musel být schválen císařem a oběma sněmovními komorami (§ 66), přičemž sněm mohl vydávat zákony jen v říšských záležitostech (§ 67) a tohoto procesu se měli účastnit poslanci všech korunních zemí, přičemž uherským, chorvatským, sedmihradským a slavonským byla umožněna výjimka (§ 68).
Sněm mohl být odročen či uzavřen císařem (§ 69).

#### Zemské sněmy
Zemské sněmy zastupovaly jednotlivé korunní země v zemských záležitostech (§ 70). Ústava dále ošetřovala záležitosti jednotlivých zemí pozdějšího Zalitavska (§ 71–74), otázku vojenských hranic (§ 75), Království lombardsko-benátského (§ 76) a ostatních zemí (§ 77).
Sestavení jednotlivých zemských sněmů se mělo dít podle „prospěchu zemského“ a poslanci měli být voleni přímou volbou (§ 78). Dále ústava určovala pravomoci zemských sněmů (§ 79), včetně práva vydávat ve shodě s císařem zákony ve věcech zemských (§ 80), a ošetřovala otázku zemských zřízení (§ 81–83).

### Exekutiva
Exekutiva připadala v říši jedině císaři, který ji měl vykonávat skrze odpovědné ministry, úředníky a zřízené osoby (§ 84); takovýto podíl na moci výkonné mohl být kdykoli odebrán (§ 85). Exekutivě náleželo provádění zemských zákonů (§ 86) a ve výjimečných případech a pokud říšský či zemský sněm nezasedal, mohl císař s prozatímní legislativní mocí překročit meze zákona, své kroky však musel zpětně příslušnému sněmu předložit (§ 87).
Ministři měli spravovat říši a hlídat dodržováni říšských a zemských zákonů (§ 88), přičemž mohli omezit správní pravomoci zemských sněmů či obcí, pokud se příčily zákonům, či „obecnému dobru“ (§ 89). Dále měli ministři právo účastnit se jednání říšského sněmu (§ 90). Otázku jejich imunity měl stanovovat zvláštní zákon (§ 91).
Pro každou korunní zemi měl být stanoven náměstek, který měl v zemi zastupovat moc výkonnou (§ 92), měli právo účastnit se jednání příslušného zemského sněmu (§ 93) a byli odpovědni za zachovávání říšských i zemských zákonů (§ 94). Náměstek mohl být pověřen také vykonáváním říšských záležitostí (§ 95).

### Říšská rada
Jedenáctá část ústavy se věnuje říšské radě, která měla sloužit jako poradní orgán exekutivy (§ 96). Členové říšské rady měli být jmenováni císařem (§ 97) a další záležitosti říšské rady měly být vymezeny zvláštním zákonem (§ 98).

### Jurisdikce
Jurisdikce měla být vykonávána samostatně soudy (§ 99), jejichž moc měla vycházet z říše – patrimoniální soudy byly zrušeny (§ 100). Jmenovaný soudce již nesměl být odvolán, pokud byl pro službu způsobilý (§ 101). Právní a správní soudy měly být od sebe odděleny (§ 102). Soudní řízení mělo být veřejné a ústní, přičemž byly dovoleny výjimky (§ 103). Procesní právo mělo být ošetřeno zvláštními říšskými a zemskými zákony (§ 104). Nakonec se ústava ohledně jurisdikce věnuje císařskému domu. (§ 105).

### Říšský soud
Podle ústavy měl být zřízen říšský soud, který měl řešit spory mezi říší a jednotlivými korunními zeměmi nebo mezi korunními zeměmi navzájem. Dále měl sloužit jako nejvyšší soud, který měl posuzovat porušování politických práv, žaloby na ministry a náměstky, spiknutí a odboj (§ 106). Soud měl sídlit ve Vídni a zvláštní zákon měl stanovit způsob ustavování soudců (§ 107).

### Říšské hospodářství
Říšské a zemské daně a platy měly být stanovovány zákony (§ 108), každoročně měl být také schválen zákon, který by určoval státní rozpočet (§ 109). Za státní dluh měla ručit říše (§ 110) a říšskému sněmu měl být každoročně předložen účet o říšském hospodářství a státních dluzích (§ 111). Nakonec měl být zvláštním zákonem ustaven nejvyšší úřad účetní (§ 112).

### Branná moc
Branná moc měla zajistit bezpečnost říše před vnějším nepřítelem a pořádek uvnitř říše (§ 113), přičemž uvnitř říše mohla branná moc zasáhnout jen se souhlasem civilních úřadů a v mezích zákona (§ 114), a branná moc měla být zásadně „poslouchající“ (§ 115). Zvláštní zákon měl stanovovat objem i způsob branné povinnosti k vojsku (§ 116). Vojsko mělo podléhat soudní moci vojenské a vojenským zákonům (§ 117) a mělo přísahat na říšskou ústavu (§ 118). Občanská brannost měla být ošetřena zvláštním zákonem (§ 119).

### Obecná ustanovení
Poslední část ústavy řešila její zavádění (§ 120), potvrzovala dosavadní zákony a daně, dokud je nové zákony nenahradí (§ 121), stejně jako dosavadní úředníci měli zůstat na svých místech (§ 122).
Změny mohly být v ústavě provedeny se souhlasem dvou třetin přítomných poslanců v obou komorách, přičemž počet přítomných poslanců musel dosahovat alespoň čtyř čtvrtin (§ 123).

### Závěr
Ústava byla vydána v Olomouci 4. března 1849 a podepsal se pod ni císař František Josef I., ministerský předseda Felix Schwarzenberg, ministr vnitra Franz Seraph von Stadion, Krauss, Bach, Cordon, Bruck, Thienfeld a Kulmer. 7. března pak byla ústava vyhlášena (oktrojována), čímž získala platnost. Jak již ovšem bylo řečeno, nikdy nenabyla účinnost.

### Základní práva
K březnové ústavě byl připojen výčet základních práv: náboženská svoboda (§ 1), svoboda vykonávání náboženských obřadů legálními církvemi a náboženskými společnostmi (§ 2), svoboda vědy a vyučování (§ 3), právo na vzdělání (§ 4), svoboda projevu (cenzura tisku byla zakázána, nicméně po „zlém užívání tisku“ mohl být vydán represivní zákon) (§ 5), petiční právo (§ 6), shromažďovací a spolčovací právo (§ 7), osobní svoboda (§ 8), dále tento výčet ošetřoval podmínky držení ve vyšetřovací vazbě (§ 9), domovní právo (§ 10), listovní tajemství (§ 11).
V době války nebo vnitřních nepokojů mohly být body 5 až 11 vyjmuty z platnosti (§ 12).
Konečně bylo ministerské radě uloženo, aby vydala příslušná prováděcí opatření (§ 13).